# 赫本 (愛荷華州)
赫本（英語：Hepburn）是一個位於美國愛荷華州佩奇縣的城市。

## 地理
赫本的座標為41°50′55″N 92°01′00″W / 41.84861°N 92.01667°W，而該地的平均海拔高度為313米（即1027英尺）。

## 人口
根據2010年美國人口普查的數據，赫本的面積為0.21平方千米，當中陸地面積為0.21平方千米，而水域面積為0.00平方千米。當地共有人口23人，而人口密度為每平方千米109人。